# District de Spittal an der Drau
Le district de Spittal an der Drau est une subdivision territoriale du land de Carinthie en Autriche.

## Géographie

### Lieux administratifs voisins
| District de Zell am See (Land de Salzbourg) | District de Sankt Johann im Pongau (Land de Salzbourg) | District de Tamsweg (Land de Salzbourg) |
| District de Lienz (Land du Tyrol)           |                                                        | District de Feldkirchen                 |
|                                             | District de Hermagor                                   | District de Villach-Land                |

## Communes
Le district de Spittal an der Drau est subdivisé en 33 communes :
- Bad Kleinkirchheim
- Baldramsdorf
- Berg im Drautal
- Dellach im Drautal
- Flattach
- Gmünd in Kärnten
- Greifenburg
- Grosskirchheim
- Heiligenblut
- Irschen
- Kleblach-Lind
- Krems in Kärnten
- Lendorf im Drautal
- Lurnfeld
- Mallnitz
- Malta
- Millstatt
- Mörtschach
- Mühldorf
- Oberdrauburg
- Obervellach
- Radenthein
- Rangersdorf
- Reisseck
- Rennweg am Katschberg
- Sachsenburg
- Seeboden
- Spittal an der Drau
- Stall
- Steinfeld
- Trebesing
- Weissensee
- Winklern